# Jaque Mate!
Jaque Mate! es una película dramática de suspenso dominicana de 2011 dirigida y escrita por José María Cabral. La película fue seleccionada como la entrada dominicana para el Óscar a la Mejor Película de habla no inglesa en la 85.ª edición de los Premios Óscar, pero no fue nominada.

## Reparto
- Adrián Mas como David Hernández
- Frank Perozo como Andrés G. / Secuestrador
- Marcos Bonetti como Daniel
- Michelle Vargas como Alejandra H.
- Sharlene Taulé como Maggie
- Alfonso Rodríguez como El inspector Peralta
- Evelina Rodríguez como Agente Díaz
- Olga Bucarelli como Manuela
- Sergio Carlo como Fernando
- Luis Nova como director de escena
- David Ortiz como él mismo
- Johnie Mercedes como Policía #1
- Luis Manuel Águilo como Francisco Rosa

## Argumento
David Hernandez es el conocido presentador de un popular programa ficticio de juegos, “Jaque Mate”. El programa tiene un segmento en el que responde llamadas de miembros de la audiencia. Un día recibe una llamada anónima, diciéndole que su hijo y su esposa han sido secuestrados. El secuestrador lo amenaza con matarlos si no sigue sus instrucciones, lo que hace que David juegue su juego en la televisión en vivo. Esto da como resultado la búsqueda de David para recuperar a su familia sana y salva.

## Producción

### Desarrollo
El director se inspiró para escribir el guion después de ver el documental “Fuga o Muerte” sobre el robo del Banco del Progreso de República Dominicana en 1993.
La productora dominicana, Antena Latina Films, produjo la película. La película se estrenó el 12 de abril de 2011. El estreno fue ampliamente difundido a través de las redes sociales por la productora. Animaron al público a asistir a la premier sorteando boletos a través de varios medios de comunicación.

## Premios
| Premio                                             | Resultado | notas              | Árbitro. |
| -------------------------------------------------- | --------- | ------------------ | -------- |
| Festival Internacional de Cine de Palm Springs     | nominado  |                    | [ 5 ]    |
| Festival Internacional de Cine de Washington D. C. | Victoria  | Premio Ópera Prima | [ 6 ]    |
| Festival de Cine Latino de Chicago                 | nominado  |                    | [ 4 ]    |